# Pleuraphodius impudicus
Pleuraphodius impudicus är en skalbaggsart som beskrevs av Fabricius 1801. Pleuraphodius impudicus ingår i släktet Pleuraphodius och familjen Aphodiidae. Inga underarter finns listade i Catalogue of Life.